# An die Sternen
An die Sternen ist ein Sonett des barocken Dichters Andreas Gryphius. Gryphius nahm es als 36. Gedicht in seinem dritten Lyrikband Sonette. Das erste Buch auf, womit die Niederschrift des Sonetts auf die Jahre 1640 oder 1641 fallen muss. Das Gedicht zählt eigentlich zur geistlichen Lyrik. Darüber hinaus kann es als Naturlyrik gelesen werden.

## Text
An die Sternen

Ihr Lichter / die ich nicht auff Erden satt kan schauen /

Ihr Fackeln / die ihr stets das weite Firmament

Mit euren Flammen ziert / vnd ohn auffhören brennt;

Ihr Blumen / die jhr schmückt deß grossen Himmels Auen:

Ihr Wächter / die als Gott die Welt auff-wolte-bauen;

Sein Wort die Weißheit selbst mit rechten Namen nennt

Die Gott allein recht misst / die Gott allein recht kennt

(Wir blinden sterblichen! was wollen wir vns trauen!)

Ihr Bürgen meiner Lust / wie manche schöne Nacht

Hab ich / in dem ich euch betrachtete gewacht?

Regierer unser Zeit / wenn wird es doch geschehen /

Daß ich / der euer nicht alhier vergessen kan /

Euch / derer Liebe mir steckt Hertz und Geister an

Von andern Sorgen frey werd unter mir besehen?

## Form
Das Gedicht An die Sternen besteht aus zwei Quartetten sowie zwei Terzetten. Die Quartette bestehen jeweils aus einem umarmenden Reim (a-b-b-a), die beiden Terzette sind im Schweifreim gehalten (c-c-d e-e-d). Im Versmaß des 
Alexandriners stehend, entspricht das Sonett der barocken Poesie.

## Interpretation
Im ersten Quartett gipfelt die steigernde Poetisierung der Himmelskörper, „Lichter“, „Fackeln“ und „Flammen“ in einer Huldigung des Himmels. Bereits im Titel des Gedichts wird die Position des Sprechers deutlich. Als Sender einer Botschaft ist er an einem eigentlichen Naturerlebnis nicht interessiert. In der metaphorischen Ansprache der Sterne wird diese Perspektive wiederholt, doch in ihrer zunehmenden Größe wird sie richtungsweisend, sie führt schließlich zu den „großen Himmels Auen“. Andererseits lässt eine profane Himmelsbetrachtung den Menschen unbedeutend erscheinen, wenn nicht jene Zielführung zu Gott vorhanden wäre. Im folgenden Quartett wird die kosmische Ordnung sichtbar, die sich dem Menschen einzig in Harmonie offenbart. Der siebte Vers „Die Gott allein recht misst / die Gott allein recht kennt“ ist hierbei eine Anspielung auf das Buch der Weisheit: „Du aber hast alles nach Maß, Zahl und Gewicht geordnet.“ (19, 22 Einheitsübersetzung). Aus dem Anblick der Sterne gewinnt der Sprecher zwar die Erkenntnis, dass Gottes Ordnung bestaunt werden kann, aber die Komposition jener heiligen Ordnung bleibt ihm unsichtbar. Daran mahnt auch der Ausruf „Was wollen wir vns trauen!“.
Schließlich endet die Anrede mit der Mittelzeile des ersten Terzetts, da einerseits die Anapher „Ihr Lichter“, „Ihr Blumen“, „Ihr Wächter“ und „Ihr Bürgen“ beendet sowie im zehnten Vers eine neue Sprecherperspektive eingenommen wird, denn aus dem „kan schauen“ im ersten Vers ist ein „betrachtete“ geworden. Im zweiten Terzett erinnert sich der Sprecher, dessen Blick nun auf die Erde gerichtet ist, an die Sterne, die er nicht „vergessen kan“. Gestärkt vom Glauben (Liebe mir steckt Hertz und Geister), richtet er sich allein auf das Jenseits aus.

## Vertonungen
Das Sonett ist mehrfach vertont worden, unter anderem von Barbara Sukowa.